# Eleições estaduais em Alagoas em 1966
As eleições estaduais em Alagoas em 1966 ocorreram em duas fases de acordo com o Ato Institucional Número Três e assim a eleição indireta do governador Lamenha Filho e do vice-governador Juca Sampaio foi em 3 de setembro enquanto a eleição direta do senador Teotônio Vilela, nove deputados federais e trinta e cinco estaduais aconteceu em 15 de novembro num roteiro semelhante ao aplicado a todos os 22 estados e aos territórios federais do Amapá, Rondônia e Roraima.
Esta eleição indireta em Alagoas só ocorreu porque a vitória de Muniz Falcão ano passado não atendeu aos requisitos da Emenda Constitucional nº 13 promulgada em 8 de abril de 1965 que exigia a maioria absoluta de votos para validar o resultado e como este número não vingou, a decisão coube à Assembleia Legislativa de Alagoas que rejeitou Muniz Falcão. Assim o General João Tubino assumiu como interventor até os deputados estaduais escolherem um novo governador à luz do Ato Institucional Número Três que legitimou a eleição indireta de Lamenha Filho para governar o estado e cuja posse aconteceu em 16 de setembro de 1966.
Nascido em São Luís do Quitunde o governador Lamenha Filho é usineiro e fez carreira no PSD elegendo-se prefeito de sua cidade natal em 1950 e deputado estadual em 1954, 1958 e 1962, presidiu o poder legislativo estadual por sete anos e filiou-se à ARENA após o bipartidarismo imposto pelo Regime Militar de 1964. Por conta da escolha indireta dos novos governantes de Alagoas houve três abstenções sendo que as mesmas vieram do presidente da Assembleia Legislativa de Alagoas e dos candidatos eleitos ora no exercício do mandato de deputado estadual enquanto o MDB ausentou-se da sessão, exceto por quatro parlamentares que votaram na chapa arenista. Para vice-governador foi escolhido Juca Sampaio, que em 1950 elegeu-se prefeito de Palmeira dos Índios via PTB e conquistou um mandato de deputado estadual pela UDN há quatro anos.
A disputa para senador foi resolvida em favor do usineiro Teotônio Vilela. Nascido em Viçosa filiou-se à UDN e entrou na vida política sendo eleito deputado estadual em 1954 e vice-governador de Alagoas na chapa de Luís Cavalcante em 1960 para um mandato de cinco anos. Após o bipartidarismo ingressou na ARENA conquistando uma cadeira no Senado Federal que ora pertencia a Silvestre Péricles.

## Resultado da eleição para governador
Por ocasião do pleito o estado contava com 31 deputados estaduais.
| Candidatos a governador do estado | Candidatos a vice-governador | Número | Coligação             | Votação | Percentual |
| --------------------------------- | ---------------------------- | ------ | --------------------- | ------- | ---------- |
| Lamenha Filho ARENA               | Juca Sampaio ARENA           | 11     | ARENA (sem coligação) | 23      | 88,46%     |
| Fontes:                           |                              |        |                       |         |            |

## Resultado da eleição para senador
Os números a seguir têm por fonte os arquivos do Tribunal Superior Eleitoral.
| Candidatos a senador da República | Candidatos a suplente de senador | Número | Coligação              | Votação | Percentual |
| --------------------------------- | -------------------------------- | ------ | ---------------------- | ------- | ---------- |
| Teotônio Vilela ARENA             | Arnaldo Paiva ARENA              | -      | ARENA (sem sublegenda) | 73.737  | 55,71%     |
| Silvestre Péricles MDB            | Alba Falcão MDB                  | -      | MDB (sem sublegenda)   | 58.624  | 44,29%     |
| Fontes:                           |                                  |        |                        |         |            |

## Deputados federais eleitos
São relacionados os candidatos eleitos com informações complementares da Câmara dos Deputados.

Representação eleita
  ARENA: 6
  MDB: 3

| Deputados federais eleitos | Partido | Votação | Percentual | Cidade onde nasceu | Unidade federativa |
| Oséas Cardoso              | ARENA   | 25.650  | 16,77%     | Viçosa             | Alagoas            |
| Djalma Falcão              | MDB     | 14.087  | 9,21%      | Araripina          | Pernambuco         |
| Segismundo Andrade         | ARENA   | 11.214  | 7,33%      | Pão de Açúcar      | Alagoas            |
| Luís Cavalcanti            | ARENA   | 10.203  | 6,67%      | Rio Largo          | Alagoas            |
| Oceano Carleial            | ARENA   | 8.917   | 5,83%      | Barbalha           | Ceará              |
| Cleto Marques              | MDB     | 8.854   | 5,79%      | Maceió             | Alagoas            |
| José Pereira Lúcio         | ARENA   | 8.460   | 5,53%      | Arapiraca          | Alagoas            |
| Medeiros Neto              | ARENA   | 8.206   | 5,36%      | Traipu             | Alagoas            |
| Aloysio Nonô               | MDB     | 6.327   | 4,14%      | Atalaia            | Alagoas            |

## Deputados estaduais eleitos
A ARENA conseguiu 24 vagas na Assembleia Legislativa de Alagoas contra 11 do MDB.

Representação eleita
  ARENA: 24
  MDB: 11

| Deputados estaduais eleitos             | Partido | Votação | Percentual | Cidade onde nasceu     | Unidade federativa |
| Tarcísio de Jesus                       | ARENA   | 3.708   | 2,80%      | Maceió                 | Alagoas            |
| Alonso de Abreu Pereira                 | ARENA   | 3.097   | 2,33%      | Olho d'Água das Flores | Alagoas            |
| José Lúcio de Melo                      | ARENA   | 3.044   | 2,29%      | Arapiraca              | Alagoas            |
| Higino Vital da Silva                   | MDB     | 2.939   | 2,22%      | Arapiraca              | Alagoas            |
| Luiz Novais Tavares                     | ARENA   | 2.899   | 2,19%      | Marechal Deodoro       | Alagoas            |
| Aderval Vanderlei Tenório               | ARENA   | 2.831   | 2,13%      | Poço das Trincheiras   | Alagoas            |
| Elísio da Silva Maia                    | MDB     | 2.818   | 2,12%      | Campo Alegre           | Alagoas            |
| Teobaldo Barbosa                        | ARENA   | 2.775   | 2,09%      | São José da Laje       | Alagoas            |
| Remi Tenório Maia                       | ARENA   | 2.757   | 2,08%      | Santana do Ipanema     | Alagoas            |
| Antônio Gomes de Barros                 | ARENA   | 2.707   | 2,04%      | Novo Lino              | Alagoas            |
| Nelson Costa                            | ARENA   | 2.641   | 1,99%      | Piaçabuçu              | Alagoas            |
| Rubens de Mendonça Canuto               | MDB     | 2.632   | 1,98%      | Mata Grande            | Alagoas            |
| Luiz Gilberto Pereira do Carmo Sarmento | ARENA   | 2.614   | 1,97%      | Coruripe               | Alagoas            |
| Alcides Falcão                          | MDB     | 2.613   | 1,97%      | Ouricuri               | Pernambuco         |
| Eraldo Malta Brandão                    | ARENA   | 2.561   | 1,93%      | Mata Grande            | Alagoas            |
| João Cabral Toledo                      | ARENA   | 2.557   | 1,93%      | Maceió                 | Alagoas            |
| Siloé Valeriano Tavares                 | ARENA   | 2.510   | 1,89%      | Junqueiro              | Alagoas            |
| Diney Soares Torres                     | MDB     | 2.499   | 1,88%      | São Miguel dos Campos  | Alagoas            |
| Antônio Guedes Amaral                   | MDB     | 2.423   | 1,83%      | Major Izidoro          | Alagoas            |
| Guilherme Palmeira                      | ARENA   | 2.354   | 1,77%      | Maceió                 | Alagoas            |
| José de Medeiros Torres                 | ARENA   | 2.347   | 1,77%      | São Miguel dos Campos  | Alagoas            |
| Antenor Correia Serpa                   | ARENA   | 2.296   | 1,73%      | Delmiro Gouveia        | Alagoas            |
| Aroldo Dorvillé Loureiro Farias         | ARENA   | 2.218   | 1,67%      | Maceió                 | Alagoas            |
| Antônio Machado Lobo                    | ARENA   | 2.201   | 1,66%      | Palmeira dos Índios    | Alagoas            |
| Antônio Lopes de Almeida                | MDB     | 2.126   | 1,60%      | Rio Largo              | Alagoas            |
| Henrique Equelman                       | ARENA   | 2.115   | 1,59%      | João Pessoa            | Paraíba            |
| Areski Dâmara de Omena Freitas          | ARENA   | 2.001   | 1,51%      | Maceió                 | Alagoas            |
| Miguel Torres Filho                     | ARENA   | 1.994   | 1,50%      | Maceió                 | Alagoas            |
| Moacir Andrade                          | MDB     | 1.954   | 1,47%      | Penedo                 | Alagoas            |
| Ezequias Raimundo Alves                 | ARENA   | 1.944   | 1,46%      | Rio Largo              | Alagoas            |
| Jorge Duarte Quintella Cavalcanti       | ARENA   | 1.942   | 1,46%      | Penedo                 | Alagoas            |
| Edmundo Tojal Donato                    | ARENA   | 1.928   | 1,45%      | União dos Palmares     | Alagoas            |
| Roberto Tavares Mendes                  | MDB     | 1.889   | 1,42%      | Palmeira dos Índios    | Alagoas            |
| Luiz Gonzaga Moreira Coutinho           | MDB     | 1.829   | 1,38%      | Delmiro Gouveia        | Alagoas            |
| Ademar Medeiros                         | MDB     | 1.756   | 1,32%      | Arapiraca              | Alagoas            |
| Fontes:                                 |         |         |            |                        |                    |